# Mon GR
| GR ist das Kürzel für den Kanton Graubünden in der Schweiz. Es wird verwendet, um Verwechslungen mit anderen Einträgen des Namens Mon zu vermeiden. |

Mon ⓘ (deutsch und bis 1943 offiziell Mons) ist ein Dorf im Schweizer Kanton Graubünden in der Gemeinde Albula/Alvra, die zum Bezirk Albula gehört.
Bis am 31. Dezember 2014 war Mon eine eigenständige politische Gemeinde. Am 1. Januar 2015 fusionierte sie mit den Gemeinden Alvaneu, Alvaschein, Brienz/Brinzauls, Stierva, Surava und Tiefencastel zur neuen Gemeinde Albula/Alvra.

## Geographie

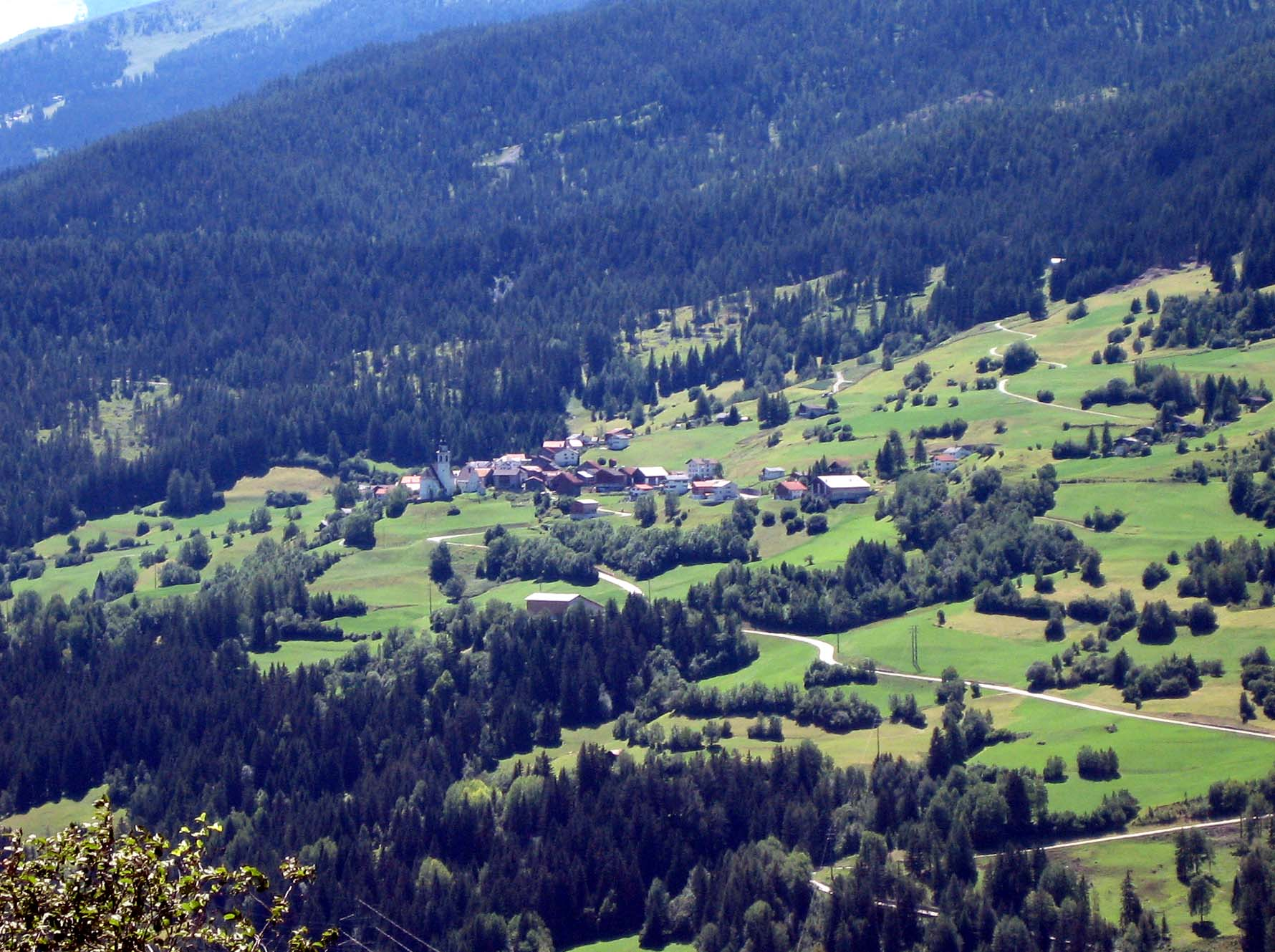
Dorfansicht

Der Ort ist ein Haufendorf oberhalb der Julia und liegt am Nordostabhang des Piz Curvér südwestlich von Tiefencastel. Vom gesamten ehemaligen Gemeindegebiet von 851 ha sind 500 ha von Wald und Gehölz bedeckt. Weitere 312 ha sind landwirtschaftlich nutzbar. Nebst 23 ha unproduktiver Fläche (Gebirge) umfasst das ehemalige Gemeindegebiet noch 16 ha Siedlungsfläche. Zur ehemaligen Gemeinde gehören Maiensässe wie beispielsweise Zozas.

## Geschichte
Das Dorf wurde 1001 und 1200 als de Maune erwähnt. In römischer Zeit und bis fast 1400 führte die Strasse über die Pässe Septimer und Julier durch Mon. Oberhalb des Dorfs wurden eine römische Schmiede und ein Grab entdeckt. Bis 1559 war Mon bischöfliches Gebiet, nachher gehörte es zum Hochgericht Oberhalbstein im Gotteshausbund. 1592 erhielt Mon das Recht, ein eigenes Siegel zu führen.

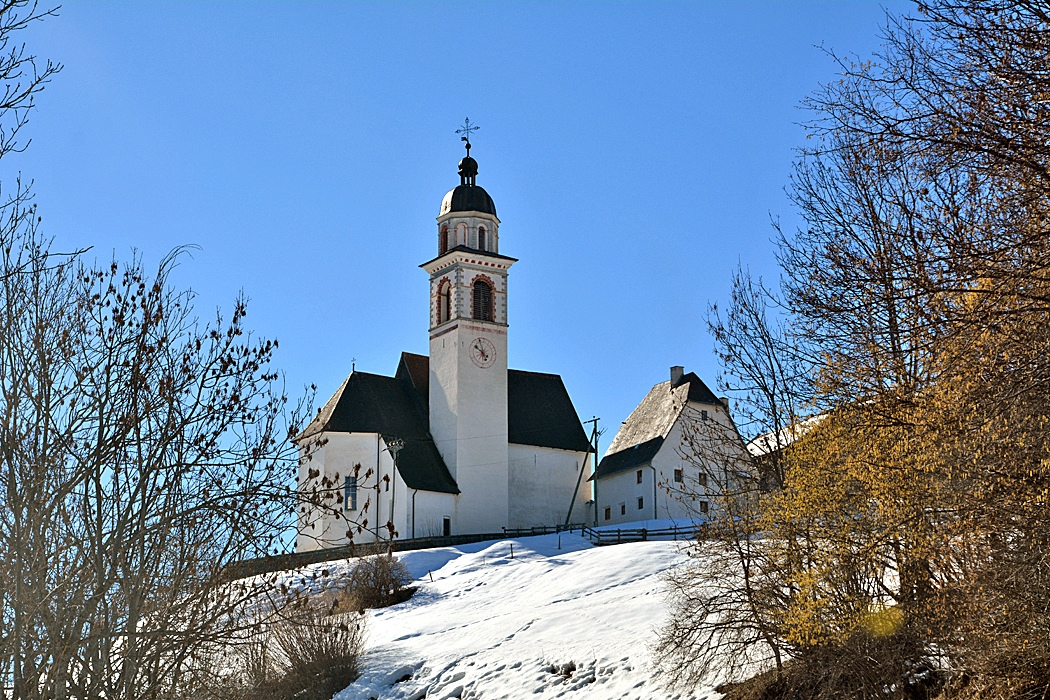
Pfarrkirche St. Franziskus

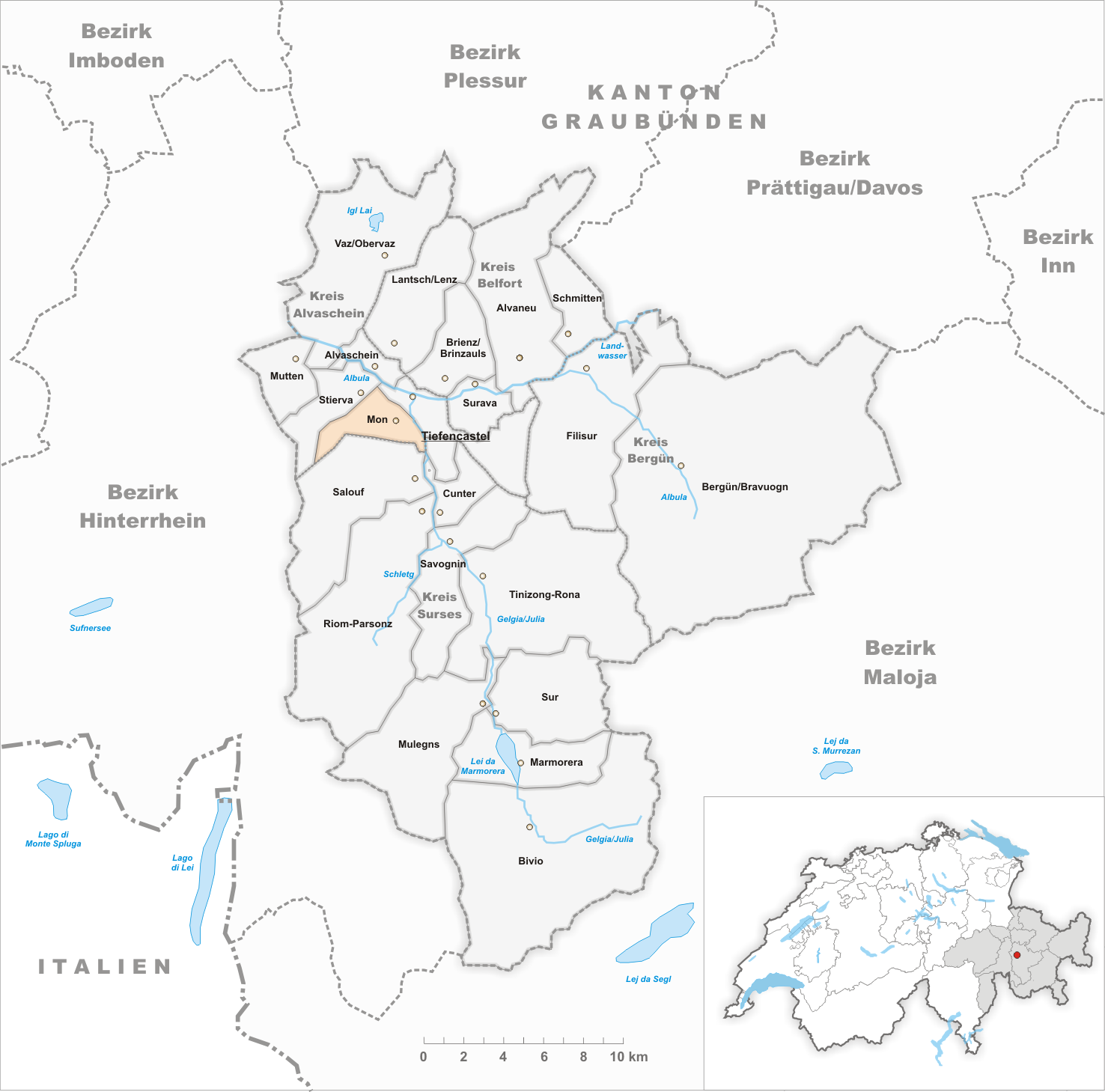
Gemeindestand vor der Fusion am 1. Januar 2015

Luftbild aus 2500 m von Walter Mittelholzer von 1925

Die bedeutende frühromanische, den Heiligen Cosmas und Damian geweihte Kirche wird 841 erstmals erwähnt. Sie war bis 1468 dem Kloster Pfäfers gehörig. Die Fresken stammen von 1400; die beiden Statuen der Kirchenpatrone aus dem 15. Jahrhundert wurden 1977 gestohlen. Ab 1592 war Mon eine eigene, mit Tiefencastel verbundene Pfarrei. Kapuziner bauten 1643 bis 1648 die barocke Kirche St. Franziskus; Johann Rudolf Sturn fertigte die Fresken an, die 1915 teilweise übermalt und seit der Renovation 1975 wieder sichtbar sind. Seit 1960 wird die Pfarrei von Stierva aus betreut.
1870 wurde die Strasse Mon–Tiefencastel gebaut. Im traditionellen Bauerndorf wurden 2001 noch zehn Bauernbetriebe gezählt. Nebst einem Gasthaus und einer Werkstätte für Landmaschinen weist der Ort wenig Tourismus mit rund 15 Ferienhäusern auf. 1972 bildete Mon mit Stierva und Salouf einen Schulverband; nur noch der Kindergarten befindet sich im Dorf. Der rätoromomanische Lokaldialekt von Mon und Stierva wurde zur Schriftsprache des Surmeir.

## Wappen
| Wappen von Mon GR | Blasonierung: «In Rot über einem silbernen (weissen) Zweispitzberg eine fliegende silberne Taube mit einem goldenen (gelben) Span im Schnabel»                            |
| Wappen von Mon GR | Die Taube ist das Wappen des Klosters Pfäfers und nimmt auf dessen Gründungslegende Bezug. Der Zweispitzberg soll auf den Namen der ehemaligen Gemeinde (Berg) hinweisen. |

## Bevölkerung
| Jahr      | 1850 | 1900 | 1950 | 1990 | 2000 |
| --------- | ---- | ---- | ---- | ---- | ---- |
| Einwohner | 155  | 112  | 105  | 67   | 86   |

### Sprachen
Bis in die Zeit vor dem Zweiten Weltkrieg war Mon rein romanischsprachig. Die Einwohner sprechen Surmeirisch. 1880 waren es 100 %, 1941 noch 96 %. Seit 1970 sinkt der rätoromanische Anteil.
| Sprachen in Mon |                   |                   |                   |                   |                   |                   |
| Sprachen        | Volkszählung 1980 | Volkszählung 1980 | Volkszählung 1990 | Volkszählung 1990 | Volkszählung 2000 | Volkszählung 2000 |
| Sprachen        | Anzahl            | Anteil            | Anzahl            | Anteil            | Anzahl            | Anteil            |
| Deutsch         | 14                | 21,21 %           | 19                | 28,36 %           | 39                | 45,35 %           |
| Rätoromanisch   | 52                | 78,79 %           | 48                | 71,64 %           | 45                | 52,33 %           |
| Einwohner       | 66                | 100 %             | 67                | 100 %             | 86                | 100 %             |

Herkunft und Nationalität: Ende 2005 waren von den 91 Bewohnern 87 Schweizer Staatsangehörige.

## Sehenswürdigkeiten

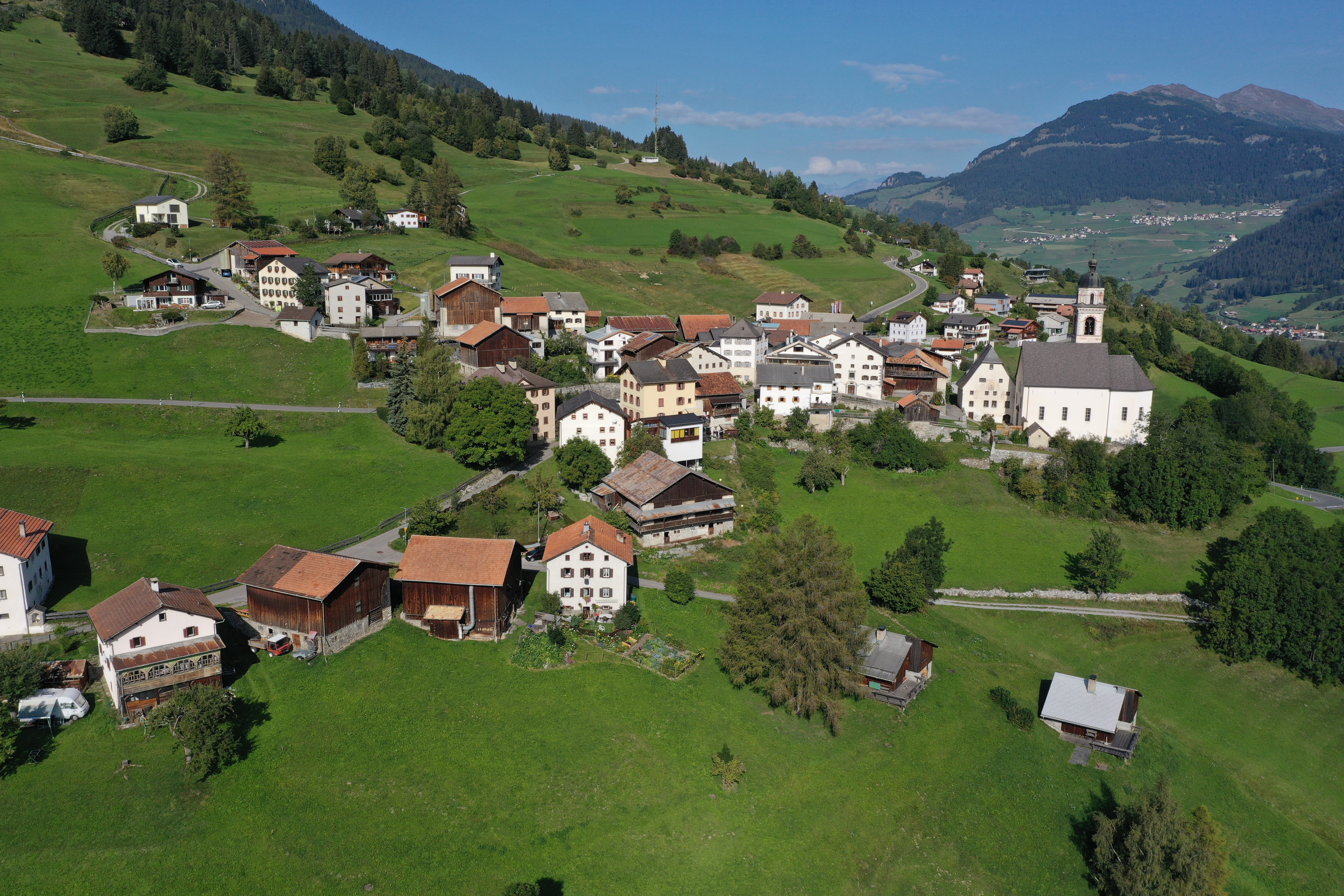
Dorf Mon mit Pfarrkirche St. Franziskus

- Ehemalige katholische  Pfarrkirche St. Cosmas und Damian, unterhalb des Dorfes, Malereien aus dem 15. Jahrhundert.[3]
- Katholische Pfarrkirche St. Franziskus[4]